# Parnassiana nigromarginata
Parnassiana nigromarginata is een rechtvleugelig insect uit de familie sabelsprinkhanen (Tettigoniidae). De wetenschappelijke naam van deze soort is voor het eerst geldig gepubliceerd in 1987 door Willemse & Willemse.
1. ↑  (en) Parnassiana nigromarginata op de IUCN Red List of Threatened Species.